# Нуратау
Нуратау (на узбекски: Nurota tog‘lari, Нурота тоғлари; на руски: Нуратау) е нископланински хребет в крайната северозападната част на планинската система Хисаро-Алай, разположен на територията на Узбекистан. Явява се северозападно продължение на Туркестанския хребет. Простира се от северозапад на югоизток на протежение от 170 km, като ограничава от юг пустинята Къзълкум. Изграден е основно от метаморфозирани шисти. Билото му е плоско, североизточните му склонове са стръмни и скалисти, а югозападните – полегати, разчленени от долините на малки реки, десни притоци на Зеравшан. Максимална височина връх Хаятбаши 2169 m (40°29′47″ с. ш. 66°43′12″ и. д. / 40.496389° с. ш. 66.72° и. д.), разположен в средната му част. Билото му е покрито с планински степи, а склоновете – с пасища и храстово-степна растителност. В долините по югозападните му склонове има оазиси, заети от овощни и зеленчукови градини.

## Топографска карта
- К-42-В М 1:500000[2]